# Amita Suman
Amita Suman (née le 19 juillet 1997) est une actrice népalo-britannique. Elle incarne Inej Ghafa dans la série de Netflix Shadow and Bone : La Saga Grisha. Elle a eu le rôle récurrent de Naya dans la série de The CW The Outpost.

## Biographie
Suman est né à Bhedihari, un village du district de Parsa, dans le sud du Népal. Sa langue maternelle est le bhodjpouri,. Elle est allée à l'école Saint Xavier à Birganj. À l'âge de sept ans, Suman a déménagé à Brighton, en Angleterre. Elle a fréquenté le Sussex Downs College (maintenant East Sussex College (en) de Lewes) avant de se former à l'Academy of Live and Recorded Arts (en), où elle a obtenu son diplôme en 2018,.

### Carrière
Peu de temps après avoir obtenu son diplôme, Suman a fait ses débuts à la télévision avec des rôles mineurs dans Casualty et Ackley Bridge (en),,. Elle a décroché un rôle d'invité majeur dans l'épisode Les Démons du Pendjab de la saison 11 de Doctor Who en tant que jeune version de la grand-mère du compagnon Yasmin Khan, Umbreen. Suman a repris le rôle récurrent de Naya, auparavant attribué à Medalion Rahimi, dans la saison 2 de la série The Outpost. En octobre 2019, il a été annoncé que Suman jouerait le rôle d'Inej Ghafa dans la série Shadow and Bone : La Saga Grisha, une adaptation des séries de livres de fantasy Grisha et Six of Crows de Leigh Bardugo,.

## Filmographie

### Télévision
- 2018 : Casualty : Nina Biswas
- 2018 : Ackley Bridge (en) : Sameera
- 2018 : Doctor Who : Umbreen (épisode Les Démons du Pendjab)
- 2019 : Daughter : Lilah
- 2019 : The Outpost : Naya
- 2021 - 2023 : Shadow and Bone : La Saga Grisha : Inej Ghafa
- 2022 : The Sandman : Nora  (Saison 1, épisode 11)